# Pterolonche terebrata
Pterolonche terebrata is een vlinder uit de familie van de Pterolonchidae. De wetenschappelijke naam van de soort is voor het eerst geldig gepubliceerd in 1924 door Meyrick.